# Arquidiócesis de Janbalic
La arquidiócesis de Janbalic o de Cambaluc (en latín: Archidioecesis Cambaliensis) fue una circunscripción eclesiástica de la Iglesia católica en el kanato de la Horda de Oro (en la actual China). Se trataba de una arquidiócesis latina, sede metropolitana de la provincia eclesiástica de Janbalic. Fue suprimida de hecho circa 1375 por la Dinastía Ming y el último arzobispo titular falleció el 25 de abril de 1448.

## Territorio y organización

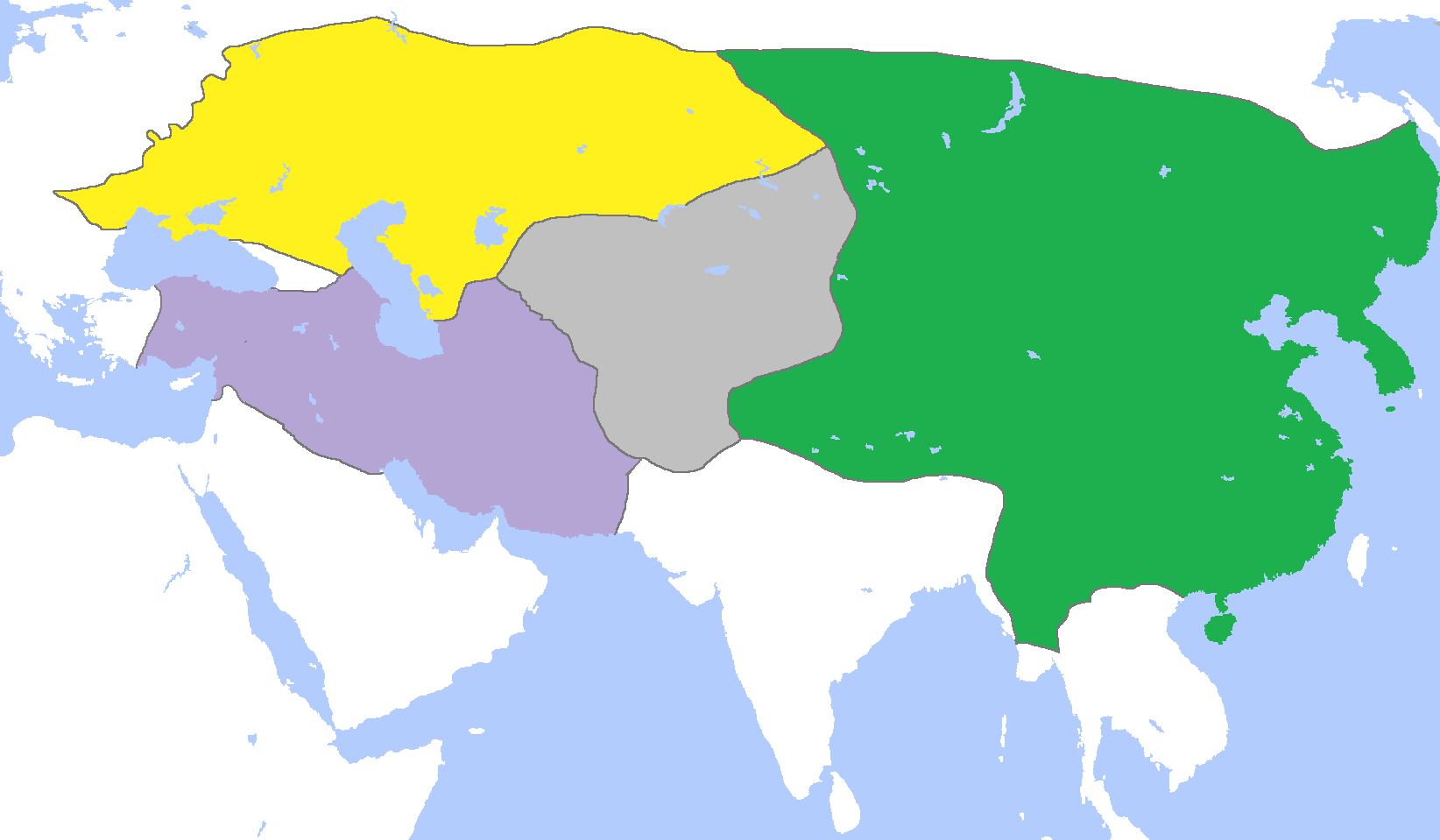
División del Imperio mongol en 1300

La arquidiócesis extendía su jurisdicción sobre los fieles católicos de rito latino residentes en parte de China durante en dominio mongol.
La sede de la arquidiócesis se encontraba en la ciudad de Janbalic (actual Pekín).
La arquidiócesis tenía como sufragáneas a las diócesis de Almalik, Caffa, Sarai, Tanais, Kumukh y Zayton.

## Historia

### Antecedentes
Los primeros vestigios cristianos en China están documentados por la estela nestoriana, una estela epigráfica de la época de la dinastía Tang, erigida en 781 en Siganfu (Xi'an), que documenta un siglo y medio de presencia de la Iglesia del Oriente en China. Revela que la Iglesia de Oriente había encontrado reconocimiento por parte del emperador Tang Taizong, debido a los esfuerzos del misionero Alopen en 635. Los cristianos fueron expulsados de China en 845 por el emperador Wuzong.
La primera presencia católica en China se remonta a la época del dominio mongol en el país, con las misiones franciscanas en el Gran Kanato de Mongolia que comenzaron en la segunda mitad del siglo XIII. El papa Inocencio IV y el rey Luis IX de Francia enviaron franciscanos y dominicos varias veces a la corte del gran kan de la dinastía Yuan. Entre ellos: Giovanni da Pian del Carpine, que llegó a 
Karakórum (1245-1247) y el flamenco Guillermo de Rubruck (1253-1255). 
Durante el reinado de Kublai Kan (1260-1294) el Imperio mongol se dividió en cuatro grandes kanatos, uno era el de la dinastía Yuan de China gobernado por Kublai Kan, y los otros tres sus vasallos: la Horda de Oro, el kanato de Chagatai y el Ilkanato de Persia. El kan Arghun de este último envió al monje nestoriano nacido en Janbalic, capital de China bajo la dinastía Yuan) Rabban Bar Sauma, como embajador ante las cortes cristianas de Europa y la Santa Sede. Respondiendo a la invitación de Arghun de enviar una embajada ante el gran kan en China, en 1289 el papa Nicolás IV envió a fray Juan de Montecorvino como embajador a varias cortes de Asia incluyendo a las de Arghun en Bagdad y Kublai Kan en Janbalic. Montecorvino había misionado en Persia y en Armenia, y en su nueva misión viajó a través de Persia y la India para luego viajar por mar a China. Montecorvino viajó acompañado por el dominico Nicolás de Pistoia (murió en India en 1291) y el comerciante Pedro de Lucalongo. Cuando llegaron a China se enteraron de que Kublai Kan había fallecido en 1294 y el nuevo gobernante de la dinastía Yuan era Timur Kan. 
En 1299 Timur Kan autorizó a Montecorvino a evangelizar en su imperio, por lo que pudo construir una iglesia en Janbalic y en 1305 una segunda frente al palacio imperial, junto con talleres y viviendas para 200 personas. Montecorvino inició así la misión de Janbalic. Habiendo estudiado el idioma local, comenzó a traducir el Nuevo Testamento y los Salmos. Las estimaciones de conversos al catolicismo oscilan entre 6000 y 30 000 para el año 1300. Entre los conversos había un grupo de mercaderes armenios y alanos que comerciaban con la dinastía Yuan. En 1304 el papa le envió un ayudante, Arnold de Colonia. 

### Arquidiócesis
En 1307 el papa Clemente V erigió la arquidiócesis de Janbalic, nombrando a Juan de Montecorvino como primer arzobispo con el título de arzobispo principal (summus archiepiscopus) para gobernar la Iglesia en todo el dominio del Imperio mongol (in toto dominio Tartarorum). El papa envió a siete franciscanos a China, todos ellos consagrados obispos antes de partir, con la misión de consagrar como obispo de Montecorvino y acompañarlo en la misión como sus obispos sufragáneos. Sin embargo, solo tres de ellos llegaron a Janbalic en 1308: Gerardo Albuini, Pellegrino de Città di Castello y Andrea de Perugia, quien confirió la consagración episcopal a Juan de Montecorvino. Junto con los obispos también llegó a China un grupo de misioneros de la misma orden, parte de los cuales se instalaron en 1308 en la ciudad portuaria de Zayton, correspondiente a la actual Quanzhou en Fujian. En 1312 llegaron tres obispos franciscanos más desde Roma para ayudar a Montecorvino, quien murió en 1328. 
Circa 1313 cedió parte de su territorio para la erección de la diócesis de Zayton.
Según el Provinciale publicado por Konrad Eubel en su Hierarchia catholica y fechado en el siglo XIV, 6 diócesis sufragáneas formaban parte de la provincia eclesiástica de Janbalic: Zayton (en China), Caffa (en Crimea), Sarai (más tarde sede metropolitana), Tanais (en Crimea), Kumukh (Montis Caspiorum seu Cumuchensis) (las 4 en la Horda de Oro) y Almalik (en Chagatai).

1. Cambalien. cum suffr.: Zaitonen., Caphen., Saraien., Tanen., Montiscaspen. seu Cumuchen., de Armalech.

El fin del dominio mongol en China llegó en 1368 cuando el ejército de la dinastía Ming capturó la mayor parte de la capital. Desde ese momento comenzaron una serie de persecuciones contra los cristianos que pusieron fin a este primer intento católico de evangelizar a los chinos. Para 1375 la arquidiócesis de Janbalic ya no existía.
La Santa Sede continuó nombrando arzobispos de Janbalic desde 1408 hasta 1442, aunque ya eran meramente titulares. Uno de ellos fue en 1426 el italiano Giacomo Campora, que luego fue designado para Caffa en 1441. El último de estos arzobispos falleció el 25 de abril de 1448.

## Episcopologio
- Beato Juan de Montecorvino, O.Min. † (23 de julio de 1307-1328 falleció)
- Nicolas da Botras, O.F.M. † (19 de octubre de 1333-1338 falleció)
- Cosma, O.F.M. † (1369-20 de marzo de 1370 nombrado arzobispo de Sarai)
- Guglielmo de Prato, O.F.M. † (11 de marzo de 1370-?)
- Domenico , O.F.M. † (9 de agosto de 1403-?
- Conrad Scopper, O.P. † (1408-?)
- Giacomo Campora, O.P. † (2 de octubre de 1426- 23 de enero de 1441 nombrado arzobispo a título personal de Caffa)
- Leonard † (1442-25 de abril de 1448 falleció)